# 田村乾太左衛門
田村 乾太左衛門（たむら かんたざえもん、生年不明 - 1909年（明治42年）12月13日）は、幕末の佐賀藩士。戊辰戦争のうち、秋田戦争の秋田・南部戦線において指揮官として活躍し、新政府側に勝利をもたらした。維新後は田村昌宗と改名している。
秋田戦争において、田村は北部方面の総指揮官の命を受け、土崎にいた小城藩監軍の藤本恒作や大隊長の田尻宮内と会見し、自分よりも上官が指揮下に入ることについては、「軍中の時は平時と異なる」と確認している。このため、秋田戦争において田村の地位は「仮参謀」というものであった。大館を奪回した後は、田村は久保田藩兵や弘前藩兵を合わせ、全ての軍隊の指揮権を握る。
田村の性格は剛直で、仙台藩や久保田藩との交渉では強気一筋の対応をとり、戦闘でも直線的な攻撃を行った。江藤淳の小説『一族再会』でも、古武士の風格を残す剛直一本槍の人物として描かれている。ただ、江藤は田村の後半生において、変節があったとみている。
1874年（明治7年）に正六位陸軍会計一等副監督、1875年（明治8年）に東京鎮台監督課長となった。なお、1874年（明治7年）2月13日に、田村の出身地である佐賀において佐賀の乱が発生するが、田村は新政府側についた。1877年には西南戦争が発生するが、この時田村は軍務局の下関運輸局長として功績があったとされ、1878年（明治11年）6月26日に勲四等に叙せられる。1892年（明治25年）1月25日依願免官となる。1909年（明治42年）12月13日没。特旨をもって従五位に進められる。
依願退職の後は佐賀の乱によって移住を余儀なくされ、旧佐賀藩の士族が多く寄せていた千葉県印旛郡にいたことが大隈重信への書簡からうかがえる。